# Hazići
Hazići (cyr. Хазићи) – wieś w Bośni i Hercegowinie, w Republice Serbskiej, w gminie Oštra Luka. W 2013 roku liczyła 40 mieszkańców.